# Edvin Eriksson
Karl Edvin Eriksson, född den 15 april 1916 i Haparanda, död den 6 mars 2005 i Söderhamn, var en svensk militär.
Eriksson blev löjtnant i Signaltrupperna 1943, kapten 1949, major 1960 och överstelöjtnant 1963. Han var chef för Norrlands signalbataljon 1964–1966 och avdelningschef för signaldelen vid ingenjör- och signalinspektionen 1966–1970. Eriksson befordrades till överste 1970 och var chef för Göta signalregemente 1970–1976.